# Revista SAIS de asuntos internacionales
La Revista SAIS de asuntos internacionales (título original en inglés: The SAIS Review of International Affairs)es una revista académica de relaciones internacionales.  Fundada en 1956, la revista tiene su sede en la Escuela Paul H. Nitze de Estudios Internacionales Avanzados (SAIS, por las siglas en inglés de School of Advanced International Studies), una escuela de posgrado de la Universidad Johns Hopkins en Washington D. C. La misión de la revista es promover el debate sobre temas  contemporáneos de importancia en los asuntos mundiales. Su edición impresa semestral es publicada por Johns Hopkins University Press y está disponible en línea a través de Project Muse.  La Revista SAIS también publica artículos en su edición en línea durante todo el año de manera continua y produce un podcast llamado The Looking Glass. Entre los colaboradores notables de SAIS Review se ha visto artículos bajo la rúbrica de Joe Biden,  George HW Bush, Madeleine Albright,  Bill Richardson,  Richard Holbrooke,  Rahul Gupta,  Todd D. Robinson,  y Piero Gleijeses.
El consejo asesor de la revista está formado por miembros de la administración y el cuerpo docente de SAIS, así como por  académicos externos, periodistas y formuladores de políticas, entre ellos: James Steinberg (presidente), Cinnamon Dornsife (asesor del cuerpo docente), Carla Freeman, Kent E. Calder, Jessica Fanzo, James Mann, Manjari Miller, Afshin Molavi, Moisés Naím, Thomas Rid y Edward P. Joseph. =
Los artículos que aparecen en la Revista SAIS están indexados en Public Affairs Information Service (PAIS), International Political Science Abstracts y International in Print Bulletin. El texto completo de los artículos de la Revista aparece también en las versiones electrónicas del Social Sciences Index.